# مبدأ أرخميدس

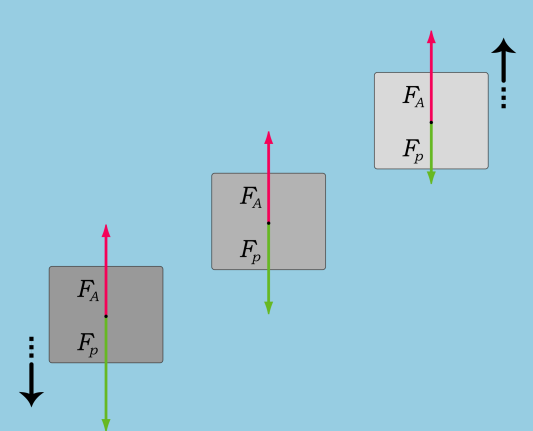

مبدأ أرخميدس (بالإنجليزية: Archimedes principle) أو قاعدة الانغمار،هو قانون فيزيائي يعتبر من أساسيات ميكانيكا الموائع، وينص على أنّ "الجسم المغمور كلياً أو جزئياً في سائل لا يذوب فيه ولا يتفاعل معه; فإن السائل يدفع الجسم بقوة (قوة الطفو)، وهذه القوة تساوي وزن السائل الذي يزيحه الجسم عند غمره B = W .

## نبذة تاريخية
ولد أرخميدس في مدينة سرقوسة في جزيرة صقلية حوالي عام 287 قبل الميلاد. ودرس العلوم الفيزيائية والرياضيات في مدرسة كان قد أنشأها اقليدس من قبله، وكان له العديد من الإنجازات والاختراعات التي يذكرها التاريخ منها: قاعدة أرخميدس و التي بني على أساسها نظرية الطفو. وقد ذهب إلى مدينة الاسكندرية مثل باقي الشباب طلباً للعلم ثم إلى اليونان ومات سنة 212 قبل الميلاد وقتل على يد الرومان. كان ملك سرقوسة قد كلف صائغه بأن يصوغ له تاجاً من الذهب الخالص وشرع الصائغ يصنع التاج وانتهى منه وسلمه للملك. شك الملك في أمر الصائغ ظنا منه أنه قد غشه، فأسند إلى أرخميدس أمر الكشف عن صحة التاج. وجد أرخميدس صعوبة في التحقق من الأمر إذ لم يكن من المعروف أيامه أمر التحليل الكيميائي، و لكن كما لعب القدر دوره مع أحد أعظم علماء التاريخ، كان أرخميدس ذات يوم في حوض الاستحمام العام ، وإذ به يلاحظ أن الماء يرفع رجله إلى أعلى كلما دفع رجليه إلى الأسفل وأن هناك قدراً من الماء يُزاح نتيجة لذلك.
انطلق أرخميدس بعد ذلك مسرعاً حتى دون أن يرتدي ثيابه، قائلا وجدتها.. وجدتها (باليونانية: Eureka
)‏ و انطلق إلى بيته وأخرج التاج ووضعه في الماء بعد أن وزنه قبل ذلك، ووضع في نفس الإناء كتلة من الذهب الخالص لها نفس وزن الجسم الأول ; فلاحظ أرخميدس أن كتلة الماء المزاح في حالة الذهب تختلف عن كتلة الماء المزاح الناتج عن وزن الذهب الخالص وذلك نظرا لاختلاف دفع الماء على كتلة كل من الجسمين.

## الصيغة الرياضية
من خلال مبدأ أرخميدس يمكن صياغة معادلة رياضية لحساب قوة دفع السائل (الطفو) التي يمارسها السائل على الجسم المغمور فيه (سواء كلياً أو جزئياً) كالآتي:
{\displaystyle F_{b}=\rho gV}
حيث:{\displaystyle F_{b}} : قوة الطفو:{\displaystyle \rho } : الكثافة:{\displaystyle g} : عجلة الجاذبية الأرضية:{\displaystyle V} : حجم السائل المُزاح
وبما أن الكتلة = الكثافة × الحجم:{\displaystyle \rho V=m}
نستنتج المعادلة التالية:{\displaystyle F_{b}=mg=W}
حيث {\displaystyle W} وزن السائل المُزاح = {\displaystyle F_{b}} قوة دفع السائل (الطفو).

## إثبات مبدأ أرخميدس
نفرض أن لدينا سائلا ساكنا في وعاء مفتوح من الأعلى أسطواني الشكل، سوف نرمز لمسافة السائل برمز (h) ومساحة قاعدته (A)، سوف تتأثر هذا الأسطوانة بقوى جانبيه وقوى من أعلى وقوى من أسفل. فأما القوى الجانبية فيلاشي كل منها الآخر ويتبقى لدينا القوى الرأسية التي تؤثر على مساحة قاعدة هذه الاسطوانة. فأما القوى الرأسية التي تؤثر لأسفل فهي وزن السائل، وأما القوى الرأسية التي تؤثر لأعلى فتسمى قوة دفع السائل، وبما أن القوة الرأسية {\displaystyle F} تؤثر على مساحة قاعدة الاسطوانة {\displaystyle A} وهذا يعني الضغط {\displaystyle p} من خلال العلاقة التالية:
{\displaystyle p={\frac {F}{\,A\,}}\,}
وبالتالي:{\displaystyle p=\rho gh}
حيث
{\displaystyle \rho } : كثافة السائل، {\displaystyle g} : عجلة الجاذبية الأرضية، {\displaystyle h} : العمق
وبما أن:{\displaystyle F=pA}
إذن:{\displaystyle F=\rho ghA}
حيث {\displaystyle F} هي قوة دفع السائل (الطفو) ويمكن كتابته {\displaystyle F_{b}}.... وباعتبار أن حجم الاسطوانة= مساحة القاعدة × الارتفاع:{\displaystyle V=hA}
إذن نستنتج العلاقة التالية:
| {\displaystyle F_{b}=\rho gV} |
وهي الصيغة الرياضية لمبدأ أرخميدس.